# Thoré
Le Thoré est une  rivière du Sud de la France qui coule dans les départements de l'Hérault et du Tarn. C'est un affluent de l'Agout en rive gauche, donc un sous-affluent de la Garonne par le Tarn. La vallée du Thoré constitue la limite septentrionale de la montagne Noire.

## Géographie
De 61,7 km de longueur, le Thoré prend sa source dans la montagne Noire en Haut-Languedoc sur la commune de Verreries-de-Moussans (Hérault) et il arrose la ville de Mazamet avant de se jeter dans l'Agout entre les communes de Castres et de Navès dans le département du Tarn.

### Communes et cantons traversés
- Hérault : Verreries-de-Moussans
- Tarn : Labastide-Rouairoux, Anglès, Lacabarède, Rouairoux, Sauveterre, Albine, Saint-Amans-Valtoret, Saint-Amans-Soult, Bout-du-Pont-de-l'Arn, Mazamet, Pont-de-L'Arn, Aussillon, Payrin-Augmontel, Aiguefonde, Caucalières, Labruguière, Navès, Castres.

## Principaux affluents
- L'Arn : 55,7 km
- L'Arnette : 26,5 km
- Le Rieuvergnet : 5,9 km
- Ruisseau de Candesoubre : 16,2 km
- Ruisseau de Peyreillès : 7,8 km
- Ruisseau d'Issalès : 10,5 km
- Ruisseau d'Aussillon : 6,7 km
- Ruisseau de Nartaud : 6,4 km
- Ruisseau de Merlaussou : 6,3 km
- Ruisseau de Rieubon : 7 km
- Ruisseau de Courbas : 6,7 km
- Ruisseau d'Aiguefonde : 6,1 km
- Ruisseau d'Aupillac : 8,2 km
- Ruisseau de la Resse : 8,3 km
- Ruisseau du Montimont : 8,4 km

## Hydrologie
Le Thoré est une rivière abondante mais fort peu régulière, à l'instar de ses voisines issues de la région de la Montagne noire et des Cévennes.

### Le Thoré à Labruguière
Son débit a été observé durant 33 ans (1967-1999), à Labruguière, localité du département du Tarn située peu avant son confluent avec l'Agout. La surface ainsi étudiée est de 550 km2, soit 90 % de la totalité du bassin versant de la rivière qui en fait 608.
Le module de la rivière à Labruguière est de 15,9 m3/s.
Le Thoré présente des fluctuations saisonnières de débit fort marquées, comme très souvent dans le bassin du Tarn. Les hautes eaux se déroulent en hiver et au début du printemps, et se caractérisent par des débits mensuels moyens allant de 18,6 à 30,4 m3/s, de décembre à mai inclus (avec un maximum assez net en février). À partir du mois de mars cependant, le débit diminue progressivement (18,6 m3/s en mai), puis chute de manière importante en juin (9,65 m3/s) ce qui mène aux basses eaux d'été qui ont lieu de juillet à septembre inclus, entraînant une  baisse du débit mensuel moyen jusqu'à 3,13 m3/s au mois d'août. Mais ces moyennes mensuelles ne sont que des moyennes et cachent des fluctuations bien plus prononcées sur de courtes périodes ou selon les années.

### Étiage ou basses eaux
Aux étiages, le VCN3 peut chuter jusqu’à 0,940 m3/s, en cas de période quinquennale sèche, ce qui ne peut être qualifié de sévère.

### Crues
Les crues peuvent être très importantes, compte tenu de la petitesse relative du bassin versant. Les QIX 2 et QIX 5 valent respectivement 140 et 210 m3/s. Le QIX 10 est de 260 m3/s, le QIX 20 de 300 m3/s, tandis que le QIX 50 se monte à pas moins de 360 m3/s. Ces valeurs sont nettement moins élevées que celles qui prévalent sur le versant méditerranéen des Cévennes (Orb, Hérault, Gardon etc) ou de la Montagne noire (Orbiel par exemple).
Le débit instantané maximal enregistré à Labruguière a été de 544 m3/s le 7 décembre 1996, tandis que la valeur journalière maximale était de 265 m3/s le 17 décembre 1995. Si l'on compare la première de ces valeurs à l'échelle des QIX de la rivière, l'on constate que cette crue était largement supérieure au QIX 50, et probablement bien plus que centennale, dans tous les cas très exceptionnelle.

### Lame d'eau et débit spécifique
Le Thoré est une rivière très abondante. La lame d'eau écoulée dans son bassin versant est de 916 millimètres annuellement, ce qui est près de trois fois supérieur à la moyenne d'ensemble de la France, et aussi largement supérieur à la moyenne du bassin de la Garonne (384 millimètres par an) et de l'Agout (565 millimètres par an). Le débit spécifique (ou Qsp) atteint de ce fait le chiffre très élevé de 28,9 litres par seconde et par kilomètre carré de bassin.